# Cyanea salicina
Cyanea salicina är en klockväxtart som beskrevs av Augustin Abel Hector Léveillé. Cyanea salicina ingår i släktet Cyanea, och familjen klockväxter. Inga underarter finns listade i Catalogue of Life.